# Haydn Trio Eisenstadt
Das Haydn Trio Eisenstadt ist ein österreichisches Klaviertrio. In seiner jetzigen Besetzung  spielen Harald Kosik  (Klavier), Hannes Gradwohl (Violoncello) und Eszter Haffner (Violine).
Das Trio nimmt sich  der  Pflege und Aufarbeitung von Joseph Haydns Werken an, bestreitet Konzerte im In- und Ausland, hat zahlreiche CD-Einspielungen vorgelegt und verfolgt eine Vielzahl weiterer Projekte.

## Geschichte
Das  Haydn Trio Eisenstadt wurde 1992 von Harald Kosik und den Brüdern Hannes und Bernd Gradwohl gegründet, seit 1998 tritt Verena Stourzh anstelle von Bernd Gradwohl mit dem Trio auf, später wurde diese durch Eszter Haffner ersetzt.
In der heutigen Besetzung spielt das Trio in der Kammermusikklasse der Wiener Musikhochschule bei Georg Ebert und Avedis Kouyoumdjian, ergänzt durch die Teilnahme an Meisterkursen des Trio di Trieste. 1994 erhielt das Ensemble von der renommierten Accademia Musicale Chigiana in Siena das Ehrendiplom für das beste Klaviertrio. Diese Auszeichnung führte zur Aufnahme an die Scuola Internazionale di Musica da Camera del Trio di Trieste, wo das Ensemble ein zweijähriges Studium absolvierte.
Seit 1995 tritt das Haydn Trio Eisenstadt mit dem Konzertzyklus Das Klaviertrio im
Haydnsaal des Schlosses Esterházy während der Haydn Festspiele in Eisenstadt auf.
Seit 2008 sind sämtliche Klavier-Kammermusikwerke Haydns, alle 39 Klaviertrios, sowie 429 Schottischen Lieder und alle Divertimenti und Concertini auf insgesamt 28 CDs eingespielt.
Ebenfalls 2008 wurden die 18 DedicatedToHaydn-Klaviertrios in Kooperation mit dem DeutschlandRadio produziert. Die Klaviertrios sind mit der Aufforderung an 18 Komponisten aus aller Welt entstanden, eine Hommage an Haydn in beliebiger Form und Gattung zu komponieren.
Das Trio war 2007 Preisträger der Wiener Flötenuhr.